# Przygody Kota Leopolda
Przygody Kota Leopolda / Kot Leopold / Dziwne przypadki Kota Leopolda (ros. Кот Леопольд, 1975–1987, 1993) – radziecki serial animowany.

## Twórcy
Laureaci Nagrody Państwowej ZSRR w dziedzinie literatury i sztuki (1985):
- Reżyseria: Anatolij Rieznikow
- Scenariusz: Arkadij Chajt
- Scenografia: Wiaczesław Nazaruk

## Fabuła
Serial opowiada o przygodach dobrodusznego i mądrego kota Leopolda, który chce zaprzyjaźnić się z dwoma dokuczającymi mu myszami – Mitią i Motią.
Seria filmów o Kocie Leopoldzie kontrastuje z amerykańskim serialem animowanym Tom i Jerry. Kot Leopold jest przeciwieństwem Toma. Jest spokojny i to on jest zwykle ofiarą. Nie chce wojny z myszami. Powtarza ciągle zdanie: Chłopaki spróbujmy żyć w zgodzie (ros. Ребята, давайте жить дружно). 

## Bohaterowie
- Kot Leopold – główny bohater kreskówki. Dobroduszny i mądry kot.
- Mitia i Motia – dwie myszki, które dokuczają bez przerwy Leopoldowi; nie zawsze im się to jednak udaje.

## Realizacja
Pierwsze dwa odcinki (Zemsta Kota Leopolda i Kot Leopold i złota rybka) zostały wyprodukowane w 1975 roku. Kolejne 9 odcinków udało się wyprodukować w latach 1981–1987. W roku 1985 nie zrealizowano żadnych odcinków.
Nowa seria czteroodcinkowa pod nazwą Powrót Kota Leopolda (ros. Возвращение кота Леопольда) została wyprodukowana w roku 1993.

## Spis odcinków
| N/o                                      | Polski tytuł                                            | Rosyjski tytuł               |  |
| ---------------------------------------- | ------------------------------------------------------- | ---------------------------- |  |
|                                          |                                                         |                              |  |
| SERIA PIERWSZA                           |                                                         |                              |  |
|                                          |                                                         |                              |  |
| 01                                       | Zemsta Kota Leopolda                                    | Месть кота Леопольда         |  |
|                                          |                                                         |                              |  |
| 02                                       | Kot Leopold i złota rybka / O Leopoldzie i złotej rybce | Леопольд и золотая рыбка     |  |
|                                          |                                                         |                              |  |
| 03                                       | Skarb Kota Leopolda                                     | Клад кота Леопольда          |  |
|                                          |                                                         |                              |  |
| 04                                       | Telewizor Kota Leopolda                                 | Телевизор кота Леопольда     |  |
|                                          |                                                         |                              |  |
| 05                                       | Wyprawa Kota Leopolda                                   | Прогулка кота Леопольда      |  |
|                                          |                                                         |                              |  |
| 06                                       | Urodziny Kota Leopolda                                  | День рождения кота Леопольда |  |
|                                          |                                                         |                              |  |
| 07                                       | Lato Kota Leopolda                                      | Лето кота Леопольда          |  |
|                                          |                                                         |                              |  |
| 08                                       | Kot Leopold na jawie i we śnie / Kot Leopold i piraci   | Кот Леопольд во сне и наяву  |  |
|                                          |                                                         |                              |  |
| 09                                       |                                                         | Интервью с котом Лепольдом   |  |
|                                          |                                                         |                              |  |
| 10                                       | Kot Leopold w przychodni                                | Поликлиника кота Леопольда   |  |
|                                          |                                                         |                              |  |
| 11                                       | Samochód Kota Leopolda                                  | Автомобиль кота Леопольда    |  |
|                                          |                                                         |                              |  |
| SERIA DRUGA (Возвращение кота Леопольда) |                                                         |                              |  |
|                                          |                                                         |                              |  |
| 12                                       |                                                         | Просто Мурка                 |  |
|                                          |                                                         |                              |  |
| 13                                       |                                                         | Не всё коту масленица        |  |
|                                          |                                                         |                              |  |
| 14                                       |                                                         | Суп с котом                  |  |
|                                          |                                                         |                              |  |
| 15                                       |                                                         | Кот в сапогах                |  |
|                                          |                                                         |                              |  |

## Wersja polska
Kot Leopold – wersja kinowa
- Opracowanie wersji polskiej: Studio Opracowań Filmów w Łodzi
- Reżyseria: Maria Horodecka
- Dialogi: Krystyna Kotecka
- Dźwięk: Marek Dubowski
- Montaż: Ewa Rajczak
- Kierownictwo produkcji: Edward Kupsz

Źródło:
Kot Leopold i piraci (Кот Леопольд во сне и наяву) – wersja kinowa
- Opracowanie wersji polskiej: Studio Opracowań Filmów w Łodzi
- Reżyseria: Maria Horodecka
- Dialogi: Elżbieta Marusik
- Dźwięk: Elżbieta Matulewicz
- Montaż: Ewa Rajczak
- Kierownictwo produkcji: Bożena Dębowska

Źródło:

### Wersja DVD
W Polsce został wydany jako dodatek do DVD "Wilk i Zając".

## Literatura
- Chajt A., Zemsta kota Leopolda: Bajka filmowa, Związek Filmowców ZSRR, 1979 / Biuro Propagandy Kinematografii Radzieckiej, 1981.
- Chajt A., O Leopoldzie i złotej rybce: Bajka filmowa, Biuro Propagandy Kinematografii Radzieckiej, 1981.